# 道坪镇
道坪镇，是中华人民共和国贵州省黔南布依族苗族自治州福泉市下辖的一个乡镇级行政单位。
2014年1月7日，贵州省人民政府批复同意福泉市部分乡镇行政区划调整，以原道坪镇及原高坪镇的英坪村、高坪司村、英坪社区、高坪司社区地域为新设置的道坪镇行政区域，镇人民政府驻道坪社区。

## 行政区划
道坪镇下辖以下地区：
道坪社区、道坪村、谷龙村、气坪村、高坪司社区、英坪社区、高坪司村和英坪村。